# Gösta Mittag-Leffler
Gösta Mittag-Leffler (suec: Magnus Gustaf (Gösta) Mittag-Leffler)  (Estocolm, 16 de març de 1846 - Djursholm, 7 de juliol de 1927) va ser un matemàtic suec, conegut pels seus treballs en anàlisi complexa.

## Vida
El pare de Mittag-Leffler, conegut com a Olle Leffler, era professor i cap d'estudis de l'escola Klara d'Estocolm i la seva mare, Gustava Mittag, pertanyia a una influent família eclesiàstica amb connexions polítiques. L'hivern de 1854 quan Gustava i els seus fills estaven a la casa dels avis a Fågelås, el seu pare, que havia restat a Estocolm, va caure víctima d'una epidèmia de còlera; tot i que no va morir, va restar amb molt mala salut la resta de la seva vida.
El 1855 va començar a estudiar a l'escola Klara, on va destacar en matemàtiques però en la qual també es va interessar per la literatura i la història. Va continuar passant llargues temporades a casa dels seu avi matern pel qui sentia gran afecció, que va motivar que afegís al seu cognom, Leffler, el se la seva mare i el seu avi, Mittag, cosa que no van fer altres germans seus. El 1857 va sofrir un brot pneumonia, malaltia que el va allunyar de l'escola durant dos anys, en que va estudiar pel seu compte. El 1861, la família va traslladar el seu domicili a l'escola Katarina, també a Estocolm, de la qual havia estat nomenat director el seu pare i en aquest mateix any, Mittag-Leffler va començar el seus estudis secundaris al Institut d'Estocolm.
El 1865 va ingressar a la universitat d'Uppsala en la qual es va doctorar i va obtenir una plaça docent el 1872. L'any següent va obtenir una beca per estudiar a l'estranger i el 1873 se'n va anar a París on volia estudiar, sobre tot, amb Hermite, però va trobar les seves classes sobre funcions el·líptiques difícils d'entendre. També va conèixer altres matemàtics com Bouquet, Briot, Chasles, Darboux i Liouville. El 1875 es va traslladar a Berlín, on va estudiar amb Weierstrass, qui el va influir notablement.
El 1876 va ser nomenat professor de la universitat d'Helsingfors (actual Hèlsinki) on va romandre durant cinc anys. Durant aquest temps va conèixer Signe Linfords (1861-1921) amb qui es va casar el 1882 i que seria l'origen de la seva fortuna personal. El 1881, un fundar-se la universitat d'Estocolm, ell en va ser el primer catedràtic de matemàtiques, lloc des del que va contractar Sófia Kovalévskaia com professora titular de la universitat.
El 1882 va fundar, a instàncies de Liouville, la revista Acta Mathematica, de la que va ser editor en cap durant 45 anys i principal responsable del seu èxit, ja que va aconseguir que publiquessin en ella els millors matemàtics de França i Alemanya (Hermite i Weierstrass entre ells). La revista va estar finançada en part amb la fortuna de la seva dona.

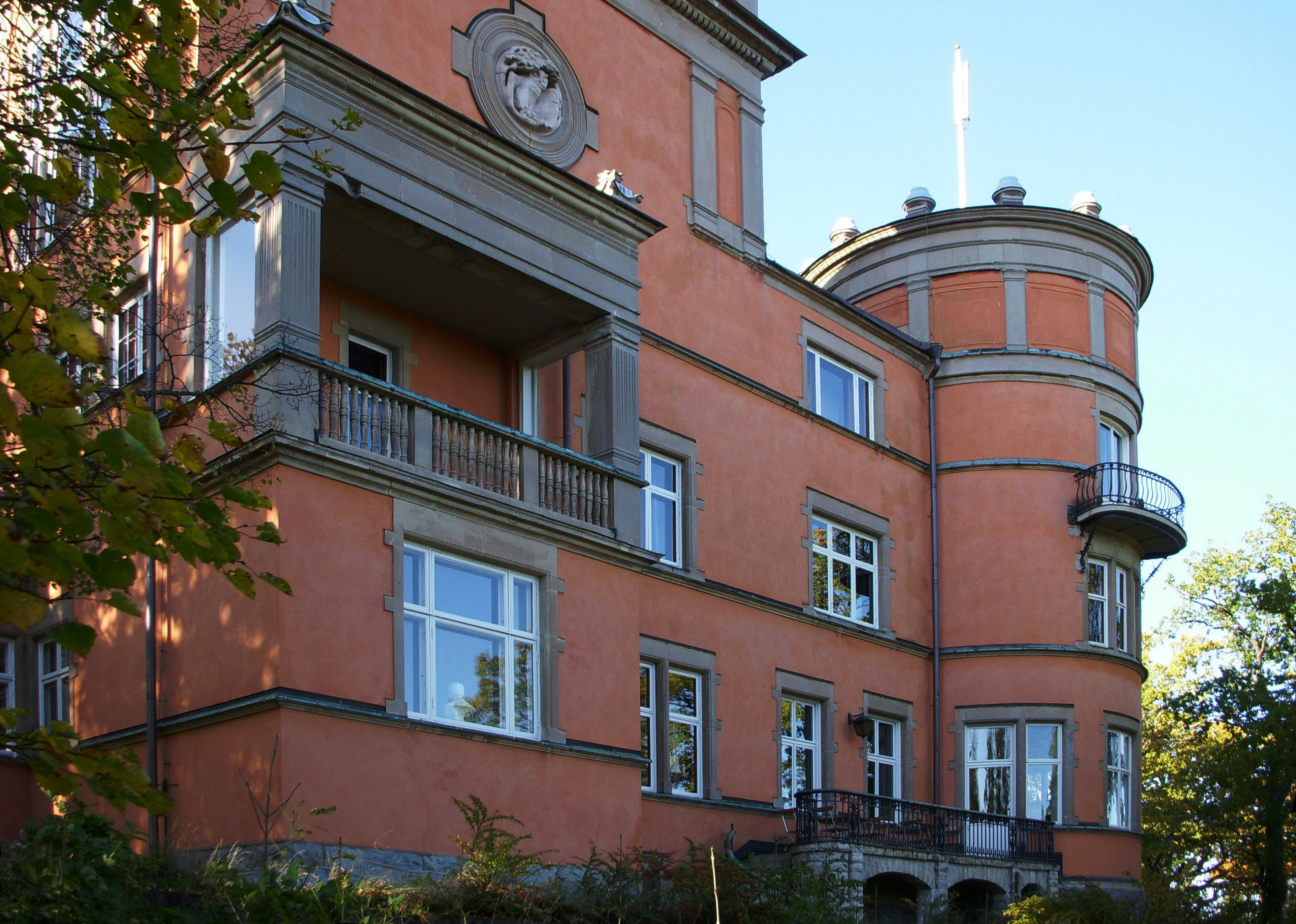
Villa de Djursholm, seu actual de la Fundació Mittag-Leffler.

El 1883 va ser nomenat membre de la Reial Acadèmia Sueca de Ciències. Durant els curso de 1885 i 1891 va ser rector de la universitat. El 1916 va establir, a la seva villa de Djursholm, The Mittag-Leffler Mathematical Institute al que va donar una biblioteca amb més de 40.000 volums i el propi edifici (que també havia estat construït amb el patrimoni de la seva dona). A la seva mort el 1927, l'Institut va passar a ser dirigit per Torsten Carleman i encara existeix avui en dia.
Paral·lelament a la seva carrera acadèmica, també va desenvolupar una carrera com empresari, emprenedor i intel·lectual, particularment amb la companyia d'assegurances Victoria i altres projectes empresarials que va escometre.

## Obra

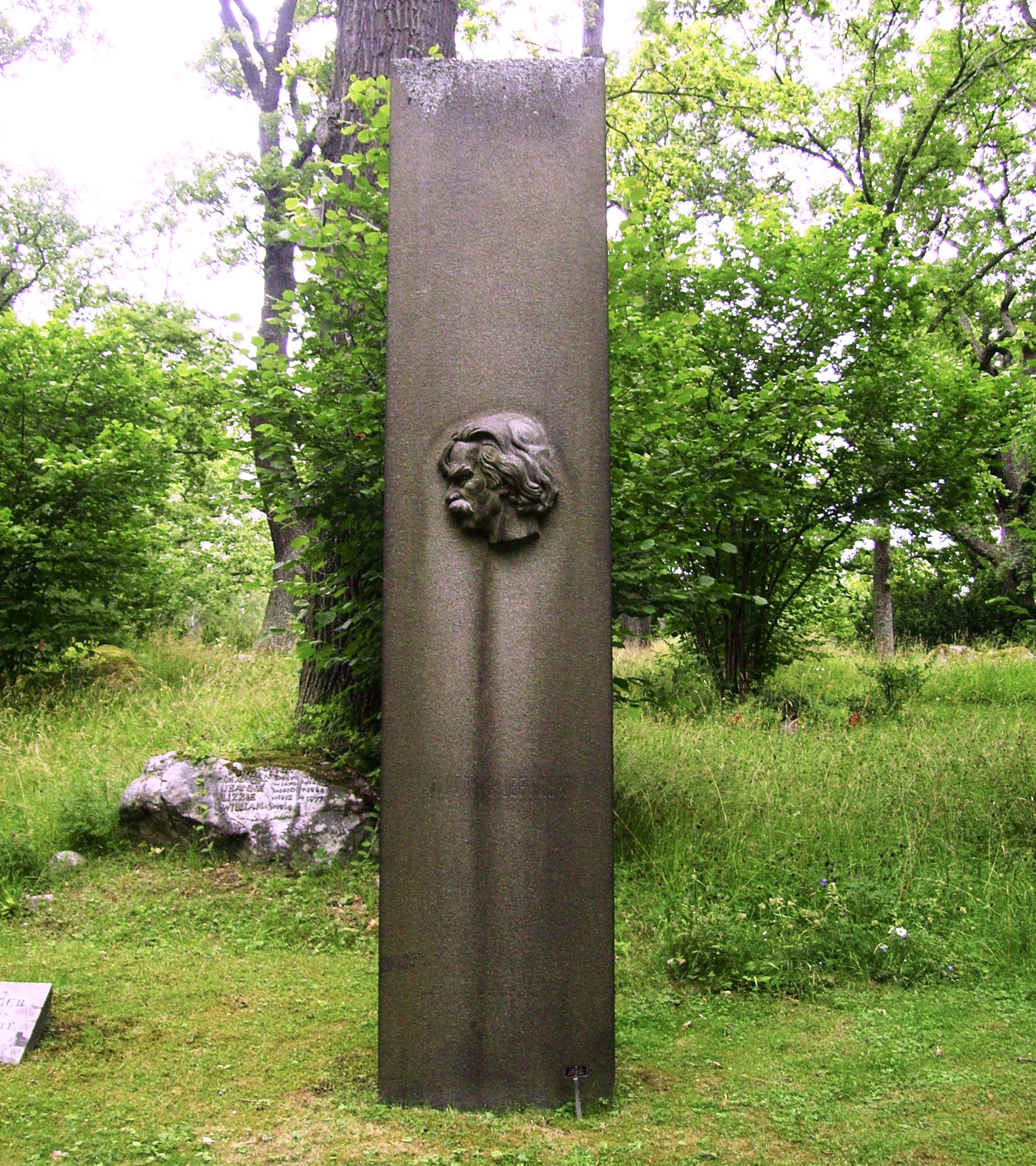
Tomba de Mittag-Leffler al cementiri de Djursholm.

L'obra matemàtica de Mittag-Leffler és prou coneguda per les seves aportacions a la teoria de les funcions complexes i, en particular, pel teorema de Mittag-Leffler. Però tenia moltes altres virtuts; en paraules de Hardy:
| «                                                            | Miitag-Leffler va ser una persona remarcable per diverses raons. Va ser un matemàtic de primera línia, fent aportacions que han esdevingut clàssiques i han inspirat recerques futures; va ser un home de forta personalitat, entusiasmat per una intensa devoció al estudi; i va tenir la persistència, la posició i els mitjans per a fer prevaldre aquest entusiasme. | » |
| — Godfrey Harold Hardy , Citat per Gorenflo et al., pàgina 9 | |   |

Mittag-Leffler va comptar amb tres mitjans que li van permetre dur a terme tots els seus projectes: el poder (tant en el pla intel·lectual com en capacitat organitzativa), els diners (tant per incrementar el seu status social com per finançar projectes) i la presència mediàtica (per difondre les seves opinions, ideals i creences).
La seva aportació més original la va desenvolupar en una sèrie de cinc articles, tots en francès i amb el mateix títol: Sur la représentation analytique d'une branche uniforme d'une fonction monogène, publicats a partir de 1899 a la seva revista, en els quals va estudiar i desenvolupar la avui coneguda com a funció de Mittag-Leffler que, en temps recents, ha despertat el seu interès per les seves connexions amb el càlcul fraccional i l'estudi de les equacions diferencials i integrals. Molts models moderns d'aquest càlcul han estat proposats per a la teoria econòmica, la teoria de la probabilitat, la física matemàtica, i altres branques científiques.